# Домарт ан Понтје
Домарт ан Понтје (фр. Domart-en-Ponthieu) насеље је и општина у североисточној Француској у региону Пикардија, у департману Сома која припада префектури Амјен.
По подацима из 2011. године у општини је живело 1165 становника, а густина насељености је износила 64,97 становника/km². Општина се простире на површини од 17,93 km². Налази се на средњој надморској висини од 44 метара (максималној 132 m, а минималној 32 m).

## Демографија
| 1962. | 1968. | 1975. | 1982. | 1990. | 1999. | 2011. |
| ----- | ----- | ----- | ----- | ----- | ----- | ----- |
| 1.136 | 1.150 | 1.152 | 1.175 | 1.107 | 1.126 | 1.165 |

График промене броја становника у току последњих година